# Déogratias Nkusu Kunzi Bikawa
Déogratias Nkusu Kunzi Bikawa, né 1958 à Kinshasa et originaire de la province du Kongo Central, est un homme politique de la République démocratique du Congo. Il était ministre des relations avec le parlement du gouvernement Ilunga 
nommé par le Président de la République Félix Tshisekedi depuis le 26 août 2019
,

## Biographie
Deo Nkusu il est Né en 1958 à Kinshasa, il est parti étudier en 1981 en France.
il a fait ses études en histoire et les sciences politiques. 
Il était militant au sein de l’Union pour la démocratie et le progrès social (UDPS), Vers les années 1990 qu'il a adhèré le Rassemblement congolais pour la démocratie (RCD). En 2003 il a fait son retour dans son pays RDC.
Il était conseiller au ministère de l’Intérieur pendant la transition  et, nommé vice-gouverneur en 2004 au Bas-Congo (Kongo Central aujourd'hui).
Aux élections de 2006 qu'il a été élu député provincial et, élu, vice-gouverneur de la province du Bas-Congo à l'époque avec Mbatshi Batshia gouverneur en janvier 2007. Kisalu me banda c'est son slogan qui veut dire (le travail a commencé)